# Street Fighting Years
Albums de Simple Minds
Once Upon a Time
(1985) Real Life
(1991)
Street Fighting Years est le neuvième album studio du groupe écossais de rock/new wave, Simple Minds. Il est le dernier grand album du groupe et il marque le départ de Michael MacNeil après la tournée qui suivit.
Cet album très marqué par la présence de thèmes engagés, marque l'apogée de la formation. Musicalement, on abandonne le style commercial pour se plonger dans une musique plus introspective avec un mélange de technologie et d'instruments naturels. On renoue même avec ses origines écossaises en utilisant violon, accordéon, flûte écossaise et cornemuse. Soulignons la présence de Lou Reed, Stewart Copeland et Manu Katché. Notons que dû à des frictions entre les réalisateurs de l'album et Gaynor et Giblin, ces derniers ne sont considérés ici que comme musiciens engagés et que Malcolm Foster remplace Giblin pour la tournée. Gaynor revient comme membre officiel durant la tournée qui suit.

## Enregistrement
Street Fighting Years est enregistré durant une période de transition avec des changements de membres de Simple Minds et est le dernier des albums avec le membre fondateur Mick MacNeil aux claviers. Ce dernier a évoqué que c'est Jim Kerr qui est à l'origine de ces changements et les crédits de l'album indiquent que le quintet est réduit à un trio composé de Jim, Charlie Burchill et Mick.
Le manque d'unité dans les rangs du groupe est vite devenu évident. Le batteur Mel Gaynor est écarté pendant les sessions à la suite de désaccords avec le producteur Trevor Horn, et est rétrogradé au statut de musicien de session, une grande partie de la batterie en studio est enregistré par Manu Katché (du groupe de Peter Gabriel) et Stewart Copeland (ancien membre du Police). Le bassiste John Giblin - qui avait rejoint le groupe lors des sessions de l'album précédent en 1985 a démissionné avant la sortie de Street Fighting Years. Avant son départ, il a contribué de façon important à l'enregistrement de l'album (dont l'écriture de la ballade Let It All Come Down). Les circonstances entourant le départ de Giblin ne sont pas connues (bien que l'ancien bassiste du groupe, Derek Forbes, ait laissé entendre qu'en fin de compte, Giblin « ne correspondait tout simplement pas » au groupe). Certaines des parties de guitare basse de l'album ont été jouées par le producteur Stephen Lipson.

## Contenu
Produit par Trevor Horn et Stephen Lipson, c'est un changement stylistique majeur par rapport à l'album précédent, Once Upon a Time de 1985. Tout en conservant le son épique et dramatique de l'Arena Rock que le groupe avait développé depuis le milieu des années 1980, Street Fighting Years s'est également éloigné des influences soul et gospel américaines de son prédécesseur en faveur de l'atmosphère de la bande sonore et d'une nouvelle incorporation de l'acoustique et des ingrédients liés à la musique celtique / folk, notamment la basse fretless, la guitare slide et l'accordéon. Les paroles s'appuient sur les thèmes plus politiques que le groupe avait introduits depuis des années, s'éloignant des préoccupations impressionnistes ou spirituelles des chansons de Simple Minds des années 1980 et couvrant des sujets tels que la Poll tax, les townships de Soweto, le mur de Berlin et le stationnement de sous-marins nucléaires sur la côte écossaise.

## Liste des titres
| 1.    | Street Fighting Years | 6:26 |
| 2.    | Soul Crying Out       | 6:07 |
| 3.    | Wall of Love          | 5:20 |
| 4.    | This Is Your Land     | 6:22 |
| 5.    | Take a Step Back      | 4:22 |
| 6.    | Kick It In            | 6:11 |
| 7.    | Let It All Come Down  | 4:56 |
| 8.    | Mandela Day           | 5:45 |
| 9.    | Belfast Child         | 6:42 |
| 10.   | Biko                  | 7:34 |
| 11.   | When Spirits Rise     | 2:03 |
| 61:13 |                       |      |

## Singles
- Belfast Child / Mandela Day
- This Is Your Land
- Kick It In
- Let It All Come Down (The Amsterdam EP)

## Membres
- Jim Kerr - Voix
- Charlie Burchill - Guitares
- Michael MacNeil - Claviers, piano, accordéon
- Mel Gaynor - Batterie (aussi pour la tournée)

## Musiciens additionnels
- John Giblin - Basse
- Lou Reed - Voix
- Manu Katché - Batterie
- Stewart Copeland - Percussions
- Lisa Germano - Violon (aussi pour la tournée)